# Пляйскірхен
Пляйскірхен (нім. Pleiskirchen) — громада в Німеччині, розташована в землі Баварія. Підпорядковується адміністративному округу Верхня Баварія. Входить до складу району Альтеттінг.
Площа — 52,59 км2. Населення становить 2451 ос. (станом на 31 грудня 2020).